# Plusvalor
El plusvalor (en alemán: Mehrwert), también traducido como supervalía o plusvalía, es la expresión monetaria del valor que el trabajador asalariado crea por encima del valor de su fuerza de trabajo. Esto es, la expresión monetaria del plustrabajo. Es la forma específica que adquiere el plusproducto bajo el modo de producción capitalista y forma la base de la acumulación capitalista. El plusvalor toma las diferentes formas de manifestación: salario, ganancia, interés y renta. Este concepto fue creado por Karl Marx a partir de la crítica a los economistas clásicos precedentes como Adam Smith, David Ricardo, Rodbertus, etc., que ya la habían enunciado, pero no definido formalmente.

## Etimología
Etimológicamente el término "plusvalía" apareció por primera vez en español como traducción directa de la misma palabra en francés "plus-value" del original en alemán "mehrwert". Debido a que la edición francesa de El capital fue revisada y autorizada por el propio Marx hubo pocas disputas sobre el uso de ese término hasta la nueva traducción francesa de Jean-Pierre Lefebvre publicada por Editions Sociales en 1983 donde se recomendaba reemplazar la por "survaluer" para mantener la raíz "valeur" igual que en alemán "wert". Por ello en la traducción de El capital al español de la Editorial Siglo XXI Pedro Scaron se reemplaza "plusvalía" por "plusvalor".
Conviene recordar que Marx dice específicamente, en artículos por él editados, que el concepto "plusvalía" lo toma de David Ricardo, quien desarrolla hasta cierto punto la teoría del valor-trabajo, dándole ese nombre. Ricardo toma como punto de partida el concepto de valor comentado por Adam Smith. Este último es el primer economista conocido, por así definirlo, que plantea el concepto de "valor" que es la base de la plusvalía o plusvalor y Ricardo criticando a Smith es el primero en desarrollarlo de manera sistemática. Pero Marx introduce por primera vez la distinción entre fuerza de trabajo y trabajo, lo cual le permite explicar de manera eficaz la plusvalía y completar la teoría del valor-trabajo, lo que no habían conseguido los economistas precedentes.
El plusvalor es un concepto indisolublemente unido a la teoría del valor-trabajo y es central para la descripción que ésta realiza de la explotación bajo el capitalismo. Estos conceptos aparecen definidos y utilizados principalmente en El capital y en los cuadernos II y III de los Grundrisse. 
El concepto de plusvalía en Marx es igual a los beneficios de un empresario o capitalista tras descontar todos los costes de producción. En El capital, estos costes de producción se denominan capital constante (c) o costes de los medios de producción e inversión, por un lado, y capital variable (v) o costes de personal (fuerza de trabajo). 
Capital inicial (C) = c + v,
mientras que
Capital final (C1) = C + p,
siendo p el valor de la plusvalía.
Por lo tanto,
plusvalía (p) = C1 - C
Otro concepto es el valor de una mercancía, la cual según Marx es igual a c + v + p, donde p es la plusvalía. Aunque plusvalía es igual a beneficio empresarial, Marx introduce en un capítulo del libro I de El capital un nuevo concepto económico de gran interés, denominado tasa de la plusvalía, con el cual es posible medir la tasa de explotación de los trabajadores por parte del capitalista. 
A diferencia de la plusvalía, la tasa de la plusvalía (TP) es la razón entre la plusvalía (p) y los costes de la fuerza de trabajo (v); es decir, TP = (p / v) x 100. Por ejemplo, si la plusvalía o beneficio es 90 y los costes de personal son 90, la TP es igual a 100. Dicho de otro modo, la tasa de explotación es del 100 %. Si la plusvalía es igual a 90, pero los costes de la fuerza de trabajo sólo son 45, entonces la tasa de explotación es del 200 %, ahondando y reproduciendo la desigualdad social.
Marx, a su vez, convierte la fórmula de la tasa de la plusvalía en una fórmula de horas de trabajo para desglosar el trabajo necesario para la subsistencia, del trabajo de excedente (plustrabajo) que genera la plusvalía. Por ejemplo, La suma de la plusvalía más los costes de la fuerza de trabajo en el último caso es igual a 135 = 90 + 45. Si los trabajadores tienen una jornada laboral de 10 horas, entonces 135 es 10, con lo cual, según una sencilla regla de tres, 90 = 6.6 horas de trabajo de excedente dedicadas a la plusvalía. Por el contrario, el trabajo necesario para conseguir las condiciones de subsistencia del trabajador = 3.3 horas de trabajo. Con este método, Marx no sólo mide la tasa de explotación de los trabajadores, sino la magnitud de la explotación.[cita requerida]

## Origen
Durante la Ilustración, en el siglo XVIII, los fisiócratas franceses ya escribían sobre la plusvalía que extraía del trabajo "el patrón, el propietario y todos los explotadores", aunque utilizaban el término producto neto. El concepto de plusvalía continuó desarrollándose bajo Adam Smith, quien también utilizó el término "producto neto". 

El valor que los trabajadores añaden a los materiales, entonces, se divide en este caso en dos partes, una que paga los salarios y la otra que paga el beneficio del empleador sobre todos los materiales y salarios que adelantó. No habría tenido interés en emplearlos si no esperase de la venta de su trabajo algo más de lo suficiente para reemplazar su capital; y no estará interesado en emplear un capital mayor, antes que uno menor, a no ser que sus beneficios guarden alguna proporción con la cuantía de su capital.
La riqueza de las naciones (1776) Adam Smith

Sus sucesores, los socialistas ricardianos, comenzaron a usar el término "plusvalía" décadas más tarde después de su acuñación por William Thompson en 1824:
Aquí se presentan dos medidas del valor de este uso; la medida del obrero y la medida del capitalista. La medida del obrero consiste en la contribución de las sumas que reemplacen el despilfarro y el valor del capital en el momento en que se consuma, con una compensación añadida para el propietario y el superintendente del mismo que le permita mantenerse en igual comodidad que los trabajadores productivos más activamente empleados. La medida del capitalista, por el contrario, sería el valor adicional producido por la misma cantidad de trabajo como consecuencia del uso de la maquinaria u otro capital; la totalidad de esta plusvalía debe ser disfrutada por el capitalista por su inteligencia superior y su habilidad para acumular y hacer llegar a los obreros su capital o el uso de él.

## Explicación
Según la teoría del valor-trabajo, cada mercancía encierra un valor correspondiente al tiempo de trabajo socialmente necesario requerido para su producción. En el caso de un mueble esto incluye las horas de trabajo necesarias para producirlo y las horas de trabajo que fueron necesarias para producir cada una de las mercancías involucradas en el proceso de producción (clavos, maderas, herramientas, etc).
La distinción anteriormente mencionada entre fuerza de trabajo y trabajo permite revelar que las horas de trabajo son en realidad horas de empleo de la fuerza de trabajo y el salario el valor para producir esa fuerza de trabajo, no el "valor del trabajo" desempeñado por el trabajador. Siendo la fuerza de trabajo una mercancía, su valor se puede también medir en lo necesario para su reposición, es decir, lo necesario para que el trabajador —y sus futuros reemplazos— puedan existir —y reproducirse— así como para volver al trabajo cada nuevo día.
Dicho de otra manera, al obrero no se le paga por lo que produce sino, en principio, con arreglo a lo que él vale (el valor de su fuerza de trabajo será mayor si tiene una especialización). Además al obrero, al que se le paga un salario (basado en el valor de su fuerza de trabajo) es diferente al valor de su fuerza de trabajo por las diferencias de género, edad, las condiciones geográficas del país en el que vive, al sector en el que trabaja y también con arreglo a ciertas oscilaciones por la oferta y la demanda de ese puesto de trabajo. 
La plusvalía existe porque el trabajador labora más tiempo del necesario para producir y reproducir su vida. Por lo cual se define como la diferencia entre su jornada laboral y el trabajo necesario (igual al valor de su fuerza de trabajo) multiplicando a la Expresión monetaria del tiempo de trabajo (m):

{\displaystyle p=m\times (l-l_{n})}

Si la Expresión monetaria del tiempo de trabajo es unitaria ({\displaystyle m=1}) entonces el plusvalor o plusvalía es igual al plustrabajo:

{\displaystyle p=l-l_{n}} {\displaystyle =ls}

Por ejemplo. Supongamos que el trabajo socialmente necesario para producir los bienes que el trabajador y su familia necesitan para vivir durante un día es de 4 horas y el salario del trabajador es igual al valor de su fuerza de trabajo ({\displaystyle m=1}, por lo que {\displaystyle \omega =4}). 
Teniendo además en cuenta que el capitalista busca alquilar la fuerza de trabajo por la mayor cantidad de horas posible (aunque la extensión de la jornada laboral dependerá más que nada de regulaciones legales y de la fortaleza gremial de los trabajadores) y que es dueño de todo lo producido en su empresa.
Si la jornada laboral es de 8 horas, entonces habrá 4 horas en que el trabajador reproducirá su remuneración (trabajo necesario) y 4 horas en las cuales trabajará gratuitamente, sin remuneración (trabajo excedente, o plustrabajo). 

{\displaystyle p=1\times (8-4)=4}

El valor creado por este plustrabajo (materializado en un plusproducto) es el plusvalor, el cual es apropiado gratuitamente por el capitalista. El plusvalor, entonces, es tanto la forma específica que adquiere el plusproducto bajo el régimen de producción capitalista como la base de la acumulación capitalista.

### Masa de plusvalor
La masa de plusvalor es la cantidad de trabajo excedente producida por toda la fuerza de trabajo. Por ejemplo, si la jornada laboral es de 8 horas y en 4 horas el obrero reproduce el valor de su fuerza de trabajo, la masa de plusvalor es el valor de lo producido en esas 4 horas de plustrabajo. Si el capitalista contratara a 10 trabajadores (T) la masa de plusvalor sería 40. Esto es porque la masa del plusvalor (P) se define del modo siguiente:

{\displaystyle P=m\times T\times (l-l_{n})}

En el ejemplo:

{\displaystyle P=1\cdot 10\cdot (8-4)=40}

### Tasa de plusvalor
La tasa de plusvalor es una fórmula que relaciona el plusvalor con el capital variable invertido en el proceso productivo correspondiente, ello es, la inversión en fuerza de trabajo. Dicho con otra expresión, la tasa de la plusvalía es igual a valor de la plusvalía dividida entre el valor de los costes de personal (salarios).

{\displaystyle P'={\frac {P}{CV}}}

Donde P es la plusvalía y CV el capital variable.
El resultado de la fórmula nos muestra la cantidad exacta de plusvalía que se genera por cada unidad de capital variable invertida en el proceso productivo, siendo entonces interpretada como la capacidad de autovalorización del capital variable. La tasa de la plusvalía es interpretada por Marx como una tasa porcentual del grado de explotación.

### Plusvalor absoluto y relativo
El plusvalor absoluto y el plusvalor relativo son las dos formas que posee el capitalista de aumentar la tasa de explotación y con ello la masa de plusvalor que obtiene.
El plusvalor absoluto consiste en aumentar la masa de plusvalor mediante el alargamiento de la jornada de trabajo o incrementando su intensidad. Aumentando la jornada del ejemplo anterior de 8 a 10 horas, tenemos que el tiempo de reproducción del valor de la fuerza de trabajo sigue siendo 4 horas, pero el tiempo de plustrabajo aumentó de 4 a 6 horas. La tasa de explotación es ahora del 150 %. Así mismo, se puede incrementar el plusvalor absoluto reduciendo el nivel salarial de la fuerza de trabajo, por ejemplo, en una empresa un trabajador recibía un salario de 3 dólares por hora, pero luego, la empresa decide que el salario del mismo trabajador disminuya a 2 dólares por hora, reduciendo 33% el valor por hora de la fuerza de trabajo. En otras palabras, la empresa disminute la cuantía desembolsada en capital variable, en comparación al periodo anterior. En ese sentido, el tiempo de trabajo puede mantenerse y disminuir el salario, también puede suceder un aumento en el tiempo de trabajo y, al mismo tiempo, una disminución del salario, en términos monetarios. Adicionalmente, el incremento absoluto del plusvalor puede obtenerse por fenómenos externos a la empresa, pero éstos son casuales y no dependen de la voluntad del o los capitalistas, por ejemplo con la disminución del precio de los elementos del capital constante circulante (materia prima, insumos, materiales auxiliares), así mismo, por un incremento inesperado de los precios de venta de las mercancías producidas. El control de los precios de venta para mantener o incrementar el plusvalor, es una práctica generalizada en los monopolios y oligopolios.   
El plusvalor relativo consiste en aumentar la masa de plusvalor aumentando la fuerza productiva del trabajo. O sea, lograr que la fuerza de trabajo produzca más en el mismo tiempo o que produzca lo mismo en menor tiempo. Por ejemplo, si la fuerza productiva del trabajo se duplica, el valor de la fuerza de trabajo se reproducirá en 2 horas en vez de 4 y el plustrabajo aumentará de 4 a 6 horas. Lo cual, asumiendo que la jornada laboral sigue siendo de 8 horas, permite elevar la tasa de explotación de 100 % a 300 %.
El incremento del plusvalor relativo se puede obtener, además del incremento de las fuerzas productivas del trabajo mediante la modernización de las maquinarias, es posible incrementarlo mediante modificaciones en el proceso de trabajo, por ejemplo realizando cambios de ubicación de las maquinarias para optimizar tiempos, reducción de costos, ahorro de materia prima, insumos o materiales auxiliares. Es decir, sin necesidad de la adquisición de nuevo capital constante fijo, la empresa con solo modificar el proceso de trabajo, puede incrementar la tasa y masa de plusvalor.

### Plusvalor negativo
El plusvalor negativo consiste en las situaciones donde el coste de producción asociado a salarios es mayor que los beneficios obtenidos con las ventas, en esta situación en lugar de haber un excedente de producción para el capitalista, hay un déficit, al no encontrar salida en el mercado a lo producido. En estas situaciones los capitalistas pagan a los trabajadores más que el valor de lo  conseguido con las ventas y el propio valor de lo producido ligado, implicando una pérdida económica del capitalista para pagar los salarios y costes de producción asociados a salarios. También demoniado infravalor, o infravalía. 

## Otros usos
En urbanismo, el término «plusvalía» hace referencia también al aumento del valor del suelo a causa de acciones urbanísticas o ejecución de obras públicas por parte de la administración pública, y no por los propietarios del suelo.